# Санкрај (Алба)
Санкрај (рум. Sâncrai) насеље је у Румунији у округу Алба у општини Ајуд. Oпштина се налази на надморској висини од 247 m.

## Становништво
Према подацима из 2002. године у насељу је живело 863 становника.

### Попис2002.
| Расподела становништва по националности 2002.‍ | Расподела становништва по националности 2002.‍ | Расподела становништва по националности 2002.‍ | Расподела становништва по националности 2002.‍ | Расподела становништва по националности 2002.‍ |
| --------------------------------------------- | --------------------------------------------- | --------------------------------------------- | --------------------------------------------- | --------------------------------------------- |
|                                               |                                               |                                               |                                               |                                               |
| Румуни                                        | Румуни                                        |                                               | 591                                           | 68,6%                                         |
| Мађари                                        | Мађари                                        |                                               | 168                                           | 19,5%                                         |
| Роми                                          | Роми                                          |                                               | 103                                           | 11,9%                                         |